# Fritz Graf (Landrat)
Fritz Graf (geboren am 2. Juli 1872 in Elberfeld (heute Stadtteil von Wuppertal); gestorben am 18. Januar 1928 in Bonn) war ein preußischer Verwaltungsbeamter, Landrat des Kreises Schwelm und Polizeipräsident in Gelsenkirchen, wo er nebenamtlich auch das Landratsamt verwaltete.

## Werdegang
Graf studierte Rechtswissenschaften. Mit Ablegung der ersten 1. juristischen Staatsprüfung erhielt er 1893 seine Ernennung zum Gerichtsreferendar, nach der 2. Staatsprüfung auch jene zum Gerichtsassessor, verblieb dann jedoch nicht im preußischen Justizdienst, sondern ließ sich später in seiner Heimatstadt Elberfeld als Rechtsanwalt nieder (Charakterisierung als Justizrat).
Der promovierte Jurist trat wenige Tage nach dem Anfang des Ersten Weltkriegs im August 1914 seinen Kriegsdienst an. Vom 1. August 1915 bis nahezu zwei Jahre nach Kriegsende, am 31. Juli 1920 versah er dabei die Stelle eines Kriegsgerichtsrates. Unmittelbar an seinen Abschied schloss sich die kommissarische Beauftragung mit der Verwaltung des Landratsamtes des Kreises Schwelm vom 1. August bis zum 6. Dezember 1920 an. Von Schwelm wechselte er nach Gelsenkirchen, wo er in der Nachfolge des als Oberregierungsrat an das Landesfinanzamt Mecklenburg–Lübeck berufenen Alfred zur Nieden ab dem 7. Dezember 1920 mit der kommissarischen Verwaltung der Stelle des Polizeipräsidenten beauftragt wurde. Mit dieser Aufgabe verbunden war die nebenamtliche Verwaltung des Landkreises Gelsenkirchen. Nachdem erst am 4. Juni 1921 seine Ernennung zum Polizeipräsident in Gelsenkirchen ergangen war, erhielt er bereits zum 20. August 1921 seine definitive Bestallung zum Landrat des Kreises Schwelm, welche er bis zum 31. Dezember desselben Jahres wahrnahm. In Schwelm folgte ihm sowohl 1920 als auch 1921 August Erdmann im Amt.
Wahrscheinlich wurde Graf daraufhin als Regierungsrat an die Regierung Minden versetzt, wo er im August 1922 als Regierungsrat „in Sonderstellung“ geführt wurde. Von Minden gelangte er im September 1923 an die Regierung Gumbinnen und im November 1924 unter Beförderung zum Oberregierungsrat an die Regierung Arnsberg, zu deren Dienstbereich auch der Kreis Schwelm gehörte. Zum 1. Januar 1927 gelangte Fritz Graf schließlich an die Regierung in Köln. Er starb im Dienst.